# Лавискаунт, Люсьен
Люсье́н Лео́н Ла́вискаунт (англ. Lucien Leon Laviscount, род. 9 июня 1992, Бернли, Ланкашир) — британский актёр.

## Ранняя жизнь и образование
Лавискаунт родился в Бернли, графство Ланкашир, и вырос в Риббл-Вэлли, где окончил среднюю школу в Клитероу. Он также был частью театральной студии Кэрол Годби в Бери во время учёбы в школе. Его родители происходят из Тринидада и Тобаго; у него есть два брата: Луис и Джулс.

## Карьера
В десять лет Лавискаунт снялся в рекламе Marks & Spencer. Он появился в программах «Конец рабочего дня» и «Джонни и бомба» прежде чем получить регулярную роль в сериале BBC One «Грэндж Хилл». Лавискаунт получил роль ловца Бена Ричардсона в сериале «Улица коронации», а в 2011 году он сыграл школьника Джону Кирби в мыльной опере «Улица Ватерлоо», кроме того, также в 2011, сыграл роль сына Джексона Пауэлла — Ди, в 8 сезоне британского телесериала «Бесстыдники». Он также появился во втором сезоне сериала «Затроленный»
В феврале 2014 года стало известно, что Лавискаунт исполнит ведущую роль Энниса Росса в сериале «Сверхъестественное: Родословная», спин-оффе сериала «Сверхъестественное». Он появился во встроенном пилотном эпизоде, однако шоу не было заказано. В 2015 году он сыграл Эрл Грея в первом сезоне «Королев крика». В 2017 году Лавискаунт сыграл одну из ведущих ролей в телесериале «Большой куш», а также появился в телесериале «Всё ещё связанные» в роли Ромео. В 2017 году вышел фильм «Любовь сбивает с рифмы» в котором Люсьен Лавискаунт сыграл главную роль.